# Парк имени Николая Зерова (Киев)
Парк имени Николая Зерова — городской парк, расположен в Соломенском районе города Киева, вдоль Воздухофлотского проспекта между КНУСиА и Соломенской площадью. Учреждён в 1961 году. Площадь — 4,11 га. В парке преобладают лиственные породы деревьев — клёны, липы, тополя. Количество кустов сравнительно невелико.
С момента утверждения до 2020 года носил название парка имени Николая Островского. 27 февраля 2020 года переименован в честь украинского поэта Николая Зерова, расстрелянного в урочище Сандармох во время сталинского террора.
В 1971 году в парке был установлен памятник Николаю Островскому. В 2016-м году памятник демонтирован.
В парке установлен современный детский игровой комплекс.
В 2007 году парк был основательно реконструирован по поручению Киевского городского головы Леонида Черновецкого — обновлено покрытие дорожек, освещение, установлены новые лавки и урны, обновлена летняя эстрада, установлена система полива, реконструирован центральный вход, построен общественный туалет, а также бытовое помещение для работников. На реконструкцию парка было потрачено 8,2 млн гривень, из них 5,4 млн гривень из районного бюджета и 2,8 млн — из городского.
В 2009 году был открыт памятник преподавателям и воспитанникам бывшего Владимирского Киевского Кадетского корпуса.
На территории парка находится Спасо-Преображенская церковь, построенная в 2003-2007 годах.

## Галерея

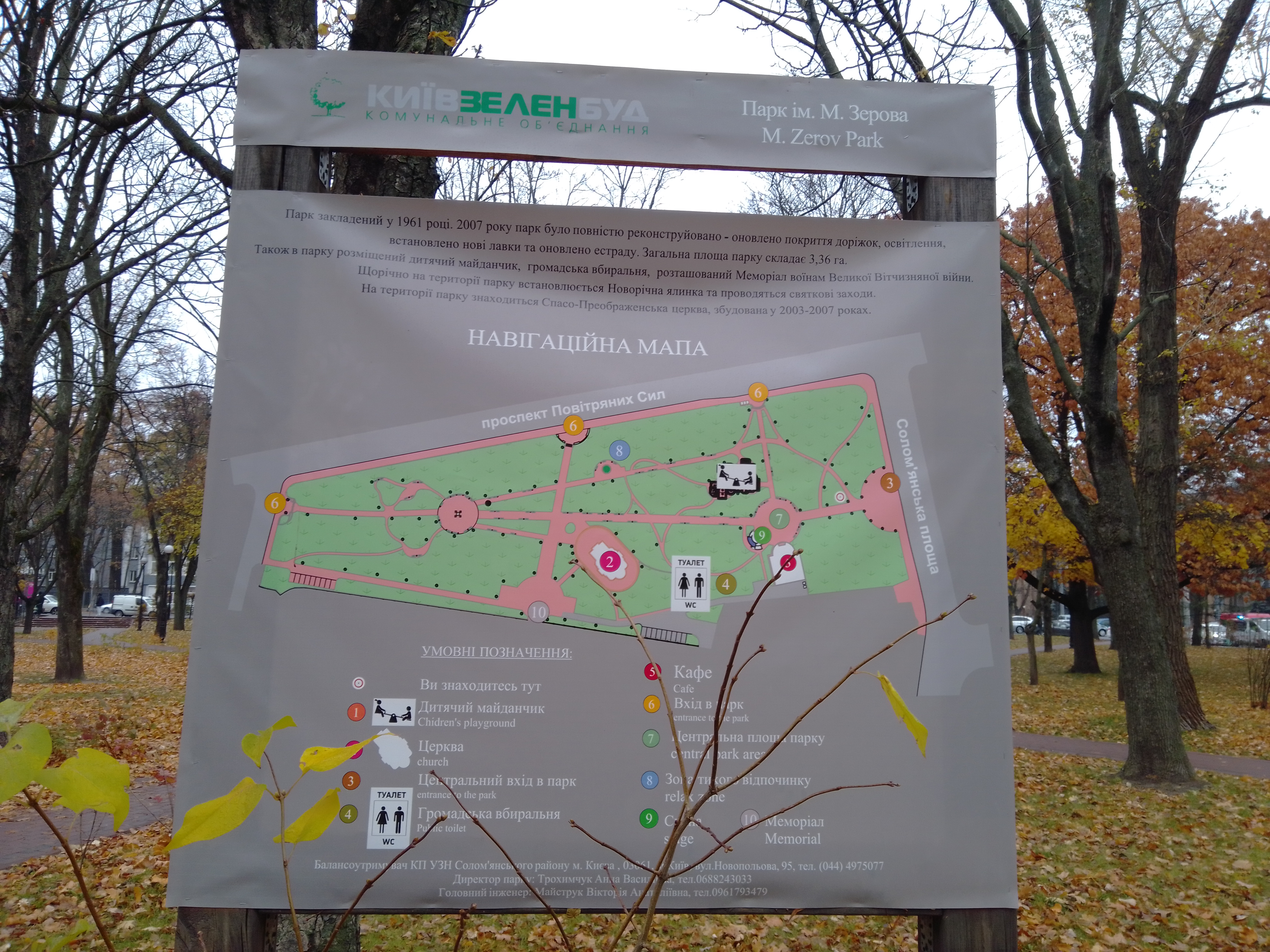
Навигационная карта
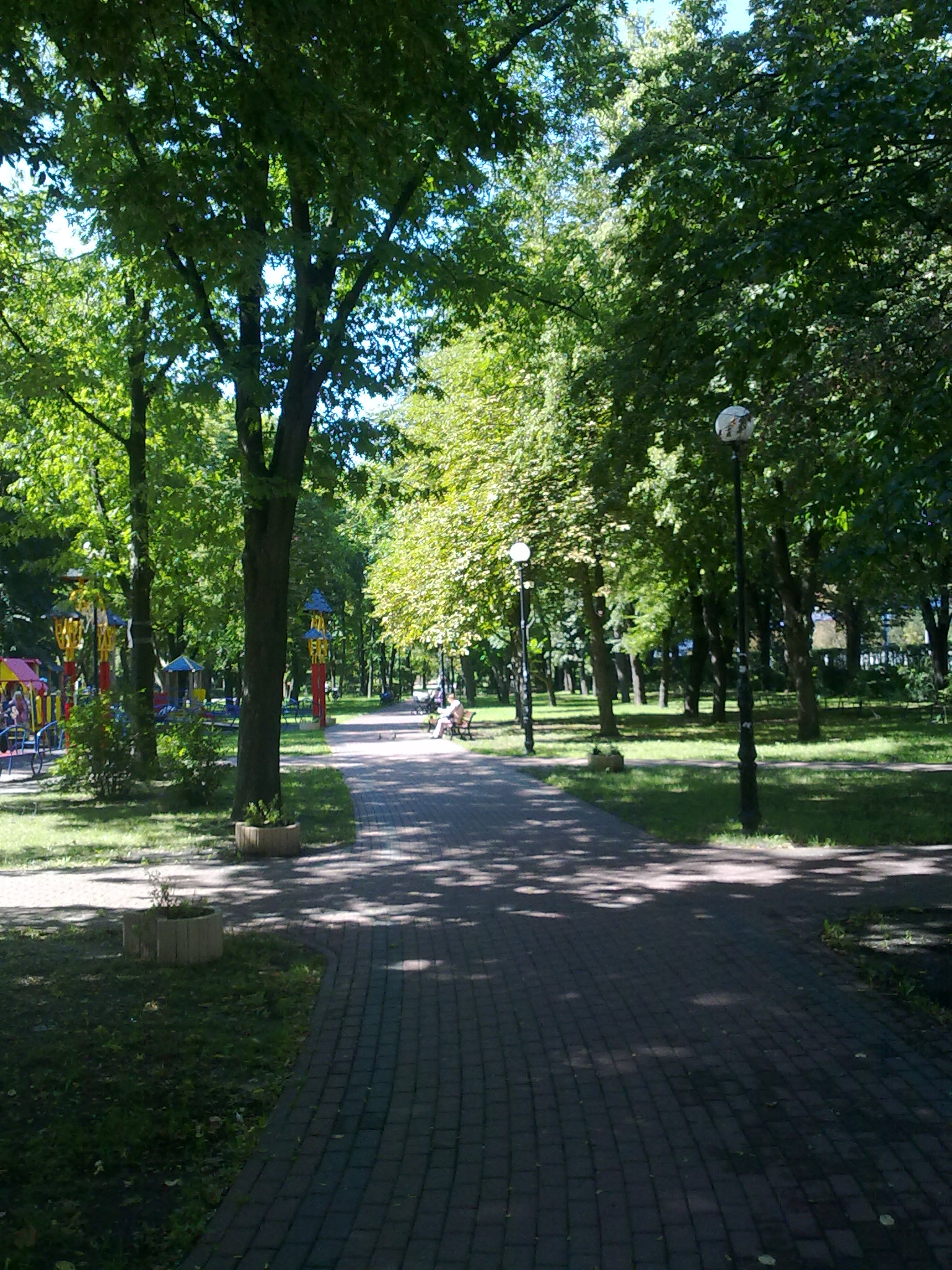
Аллея в парке
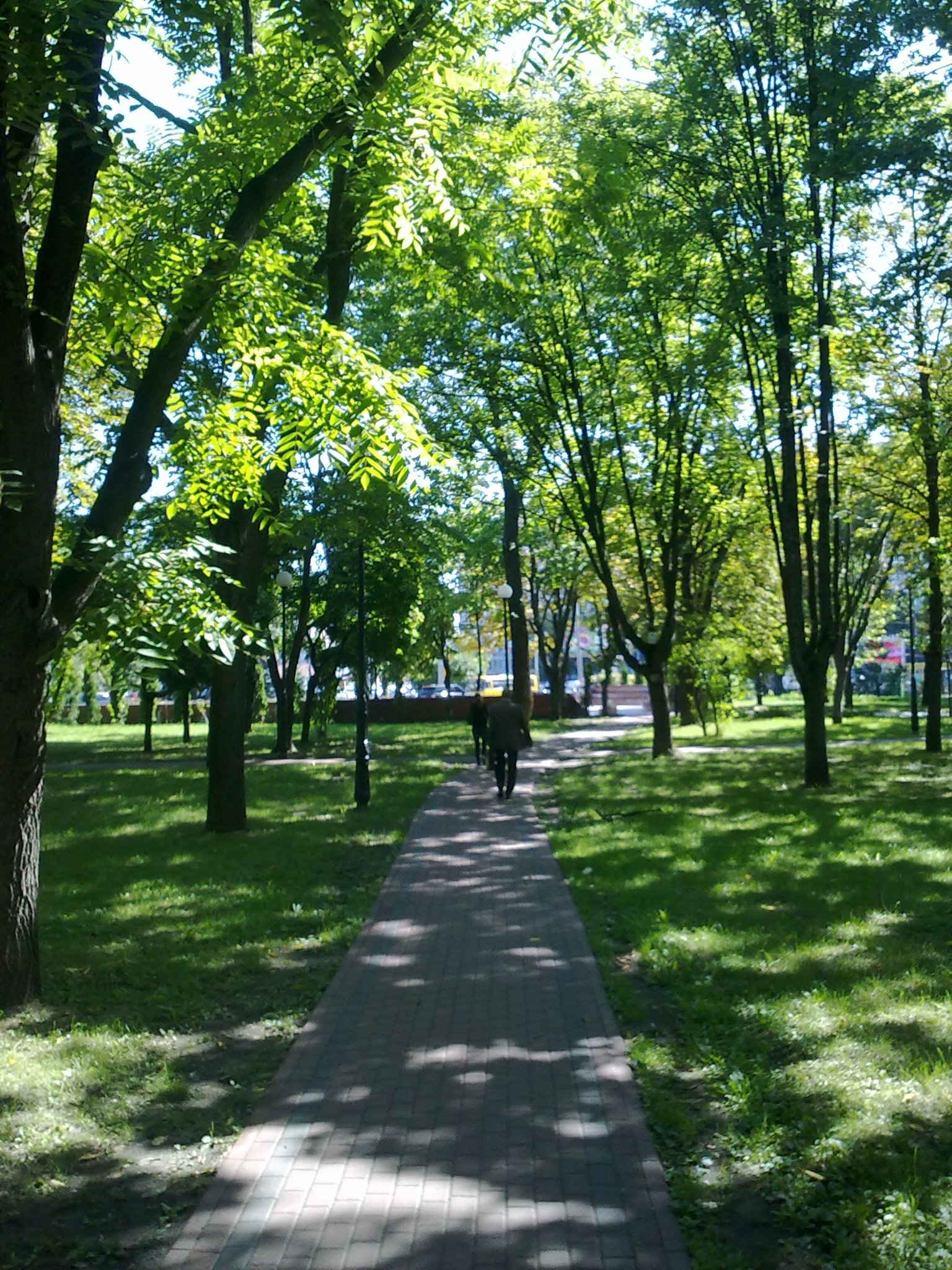
Аллея в парке
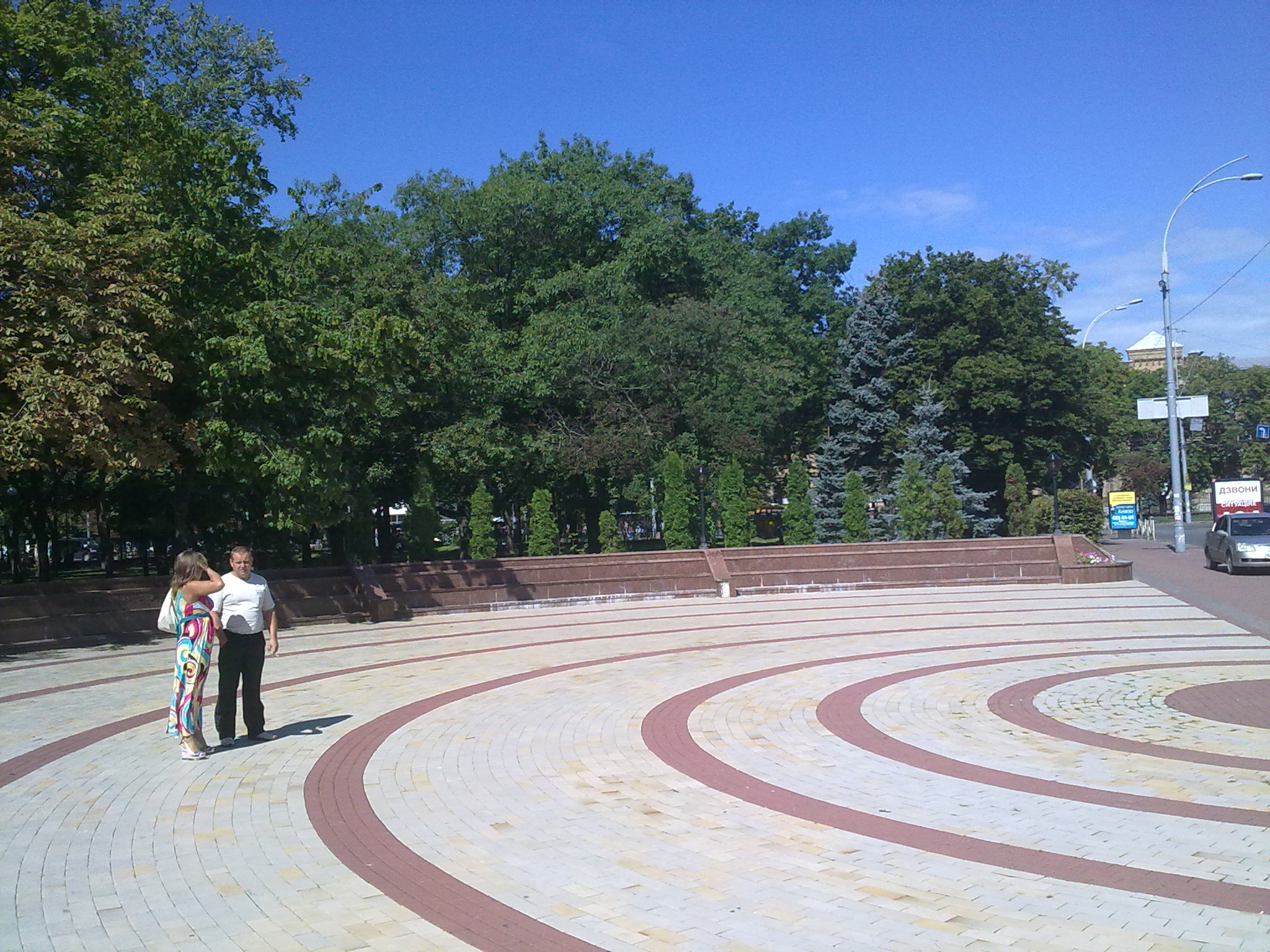
Вход в парк со стороны Соломенской площади
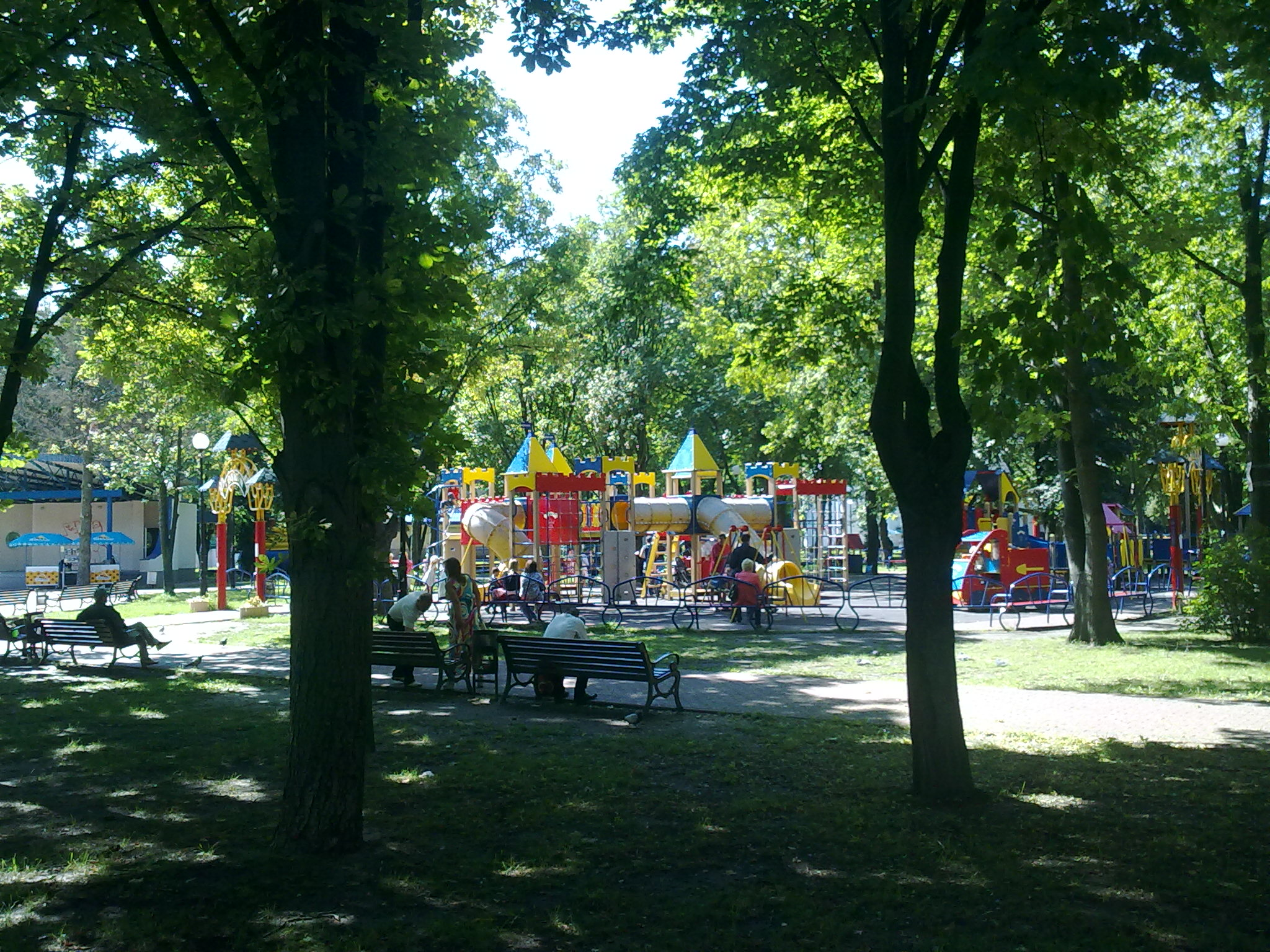
Детская игровая площадка
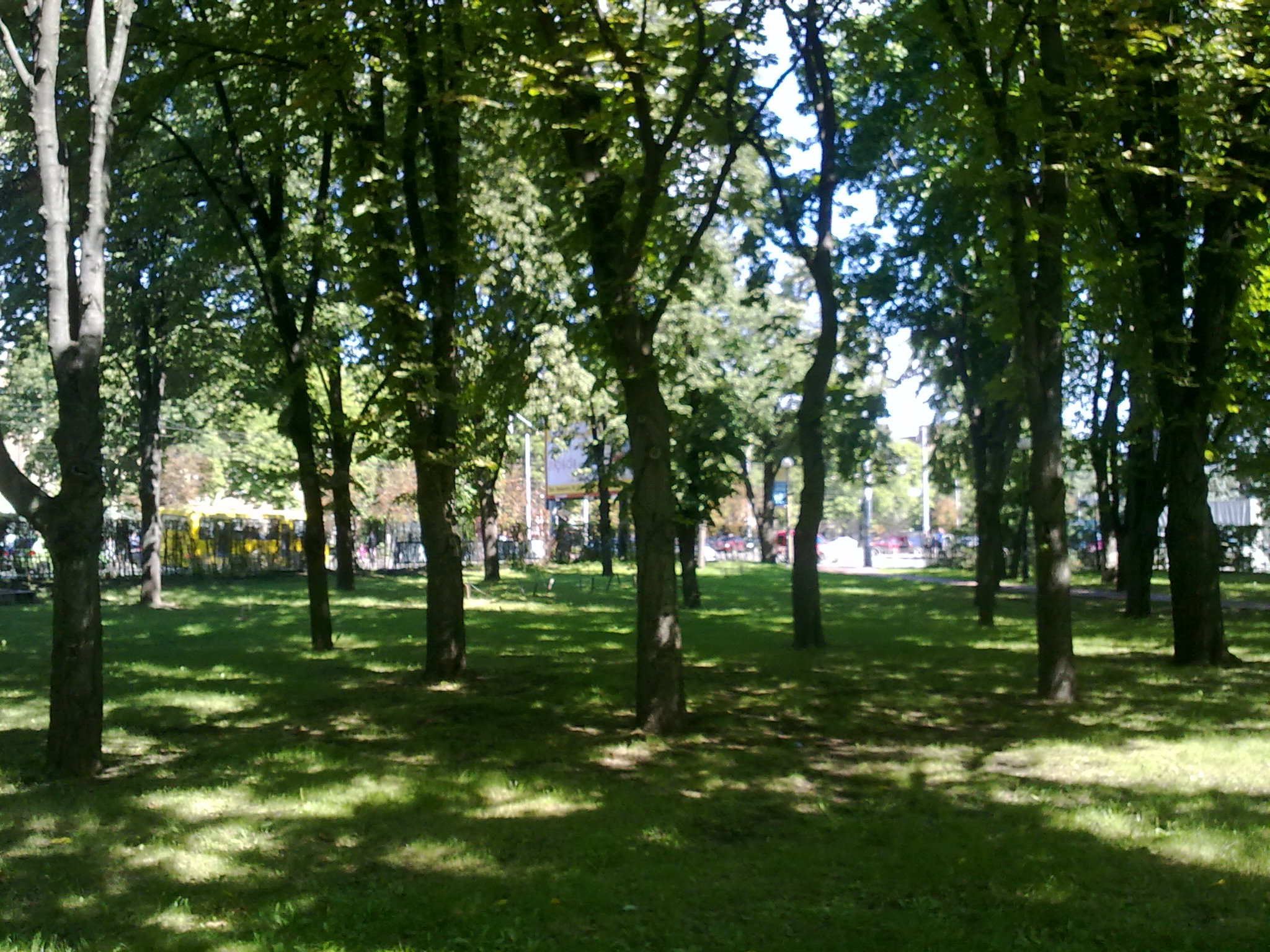
Часть парка
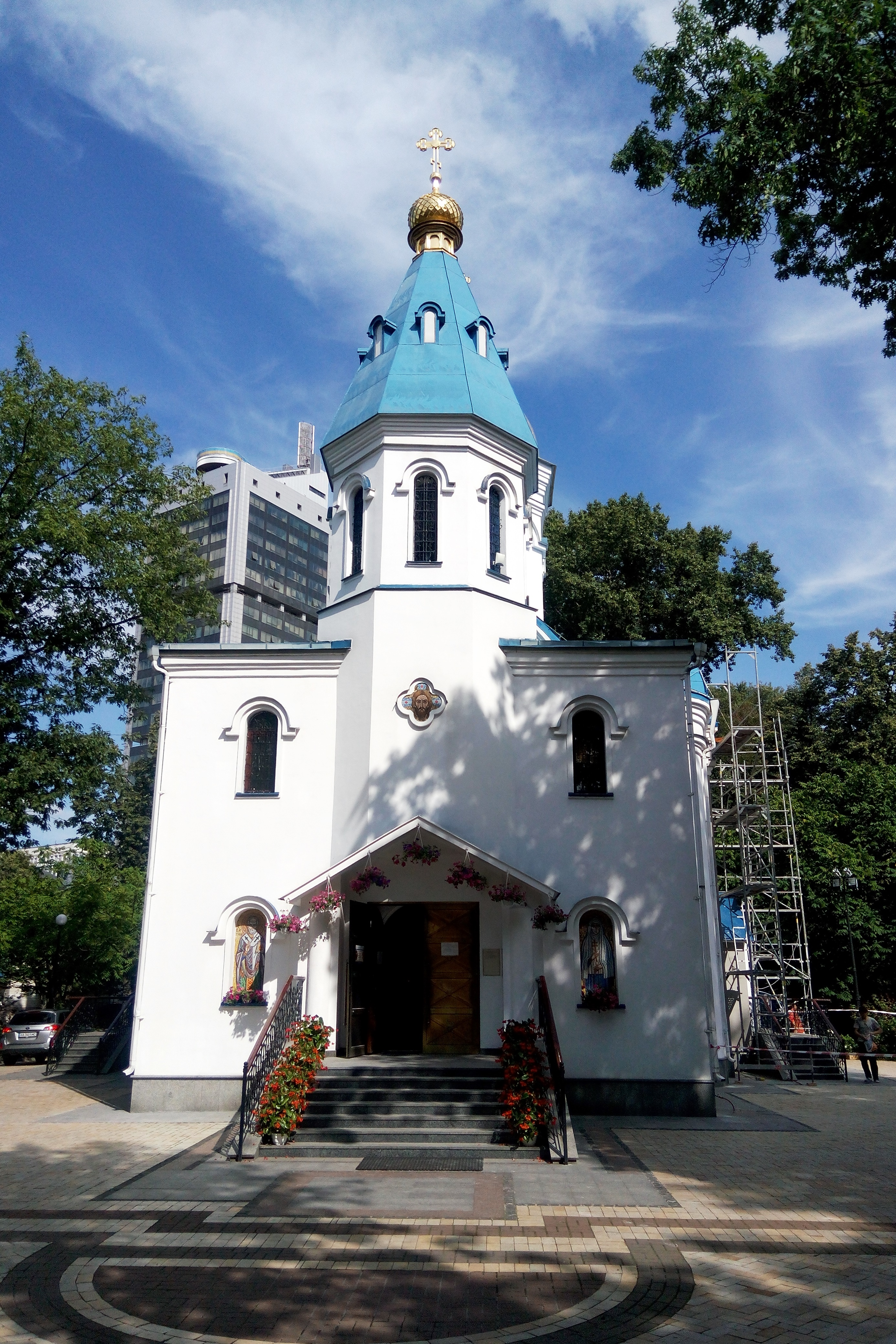
Спасо-Преображенский храм
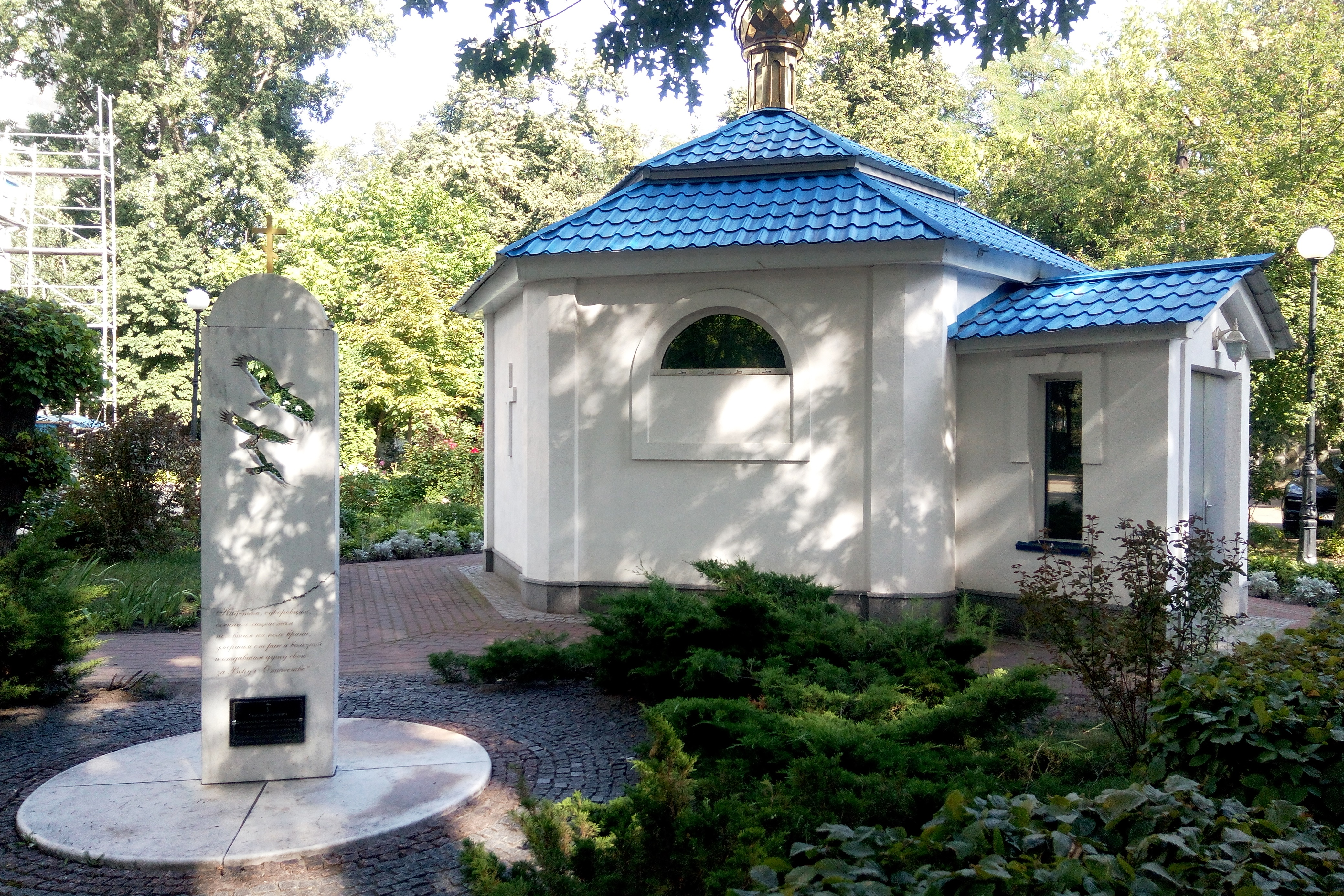
Часовня и памятник преподавателям и студентам Киевского Кадетского корпуса